# Himertula viridis
Himertula viridis är en insektsart som först beskrevs av Boris Petrovich Uvarov 1927.  Himertula viridis ingår i släktet Himertula och familjen vårtbitare. Inga underarter finns listade i Catalogue of Life.